# Aleksandr Konstantinopolski
Aleksandr Markovitch Konstantinopolski est un joueur d'échecs et un entraîneur soviétique né le 19 février 1910 à Jytomyr (en actuelle Ukraine, à l’époque dans l’Empire russe) et mort le 21 septembre 1990 à Moscou. Champion d'URSS et Maitre international du jeu d'échecs par correspondance  en 1966, il reçut le titre de grand maître international honoraire (à la pendule) en 1983.

## Biographie et carrière
Konstantinopolski fut champion de Kiev de 1932 à 1936. Il remporta les tournois de Dniepropetrovsk en 1939 et Kouïbychev en février 1943.  En 1944, il battit Lev Aronine en match (+6 −1 =5).
Il disputa six finales du championnat d'échecs d'URSS et  finit deuxième-troisième en 1937, ex æquo avec  Viatcheslav Ragozine, derrière Grigory Levenfisch. En 1945, il termina quatrième, puis cinquième en 1950. En 1954, il finit deuxième du championnat de Moscou.
À Kiev, Konstantinopolski eut de nombreux élèves parmi lesquels David Bronstein, dont il fut le secondant lors du tournoi des candidats de 1950 (Bronstein fut finaliste du championnat du monde 1951 et annula son match contre Mikhaïl Botvinnik). En 1950, Konstantinopolski reçut le titre de maître international, et dut attendre 1983 pour devenir grand maître international. 
Il fut pendant vingt ans l'entraîneur de l'équipe féminine d'URSS.
En 1948-1951, Konstantinoplski remporta le premier championnat d'URSS par correspondance. En 1961, il remporta avec l'URSS la troisième olympiade par correspondance, puis il devint maître international par correspondance en 1966.
Le début Konstantinopolski est une variante du début ouvert  : 1. e4 e5 ; 2. Cf3 Cc6 ; 3. g3. Konstantinopolski joua cette ouverture dans sa partie contre Ragozine lors du championnat d'URSS par équipe 1956 à Moscou.